# Alexander Michailowitsch Golizyn

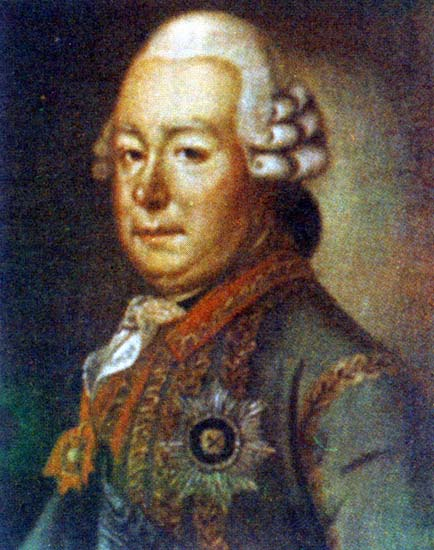
Alexander Michailowitsch Golizyn

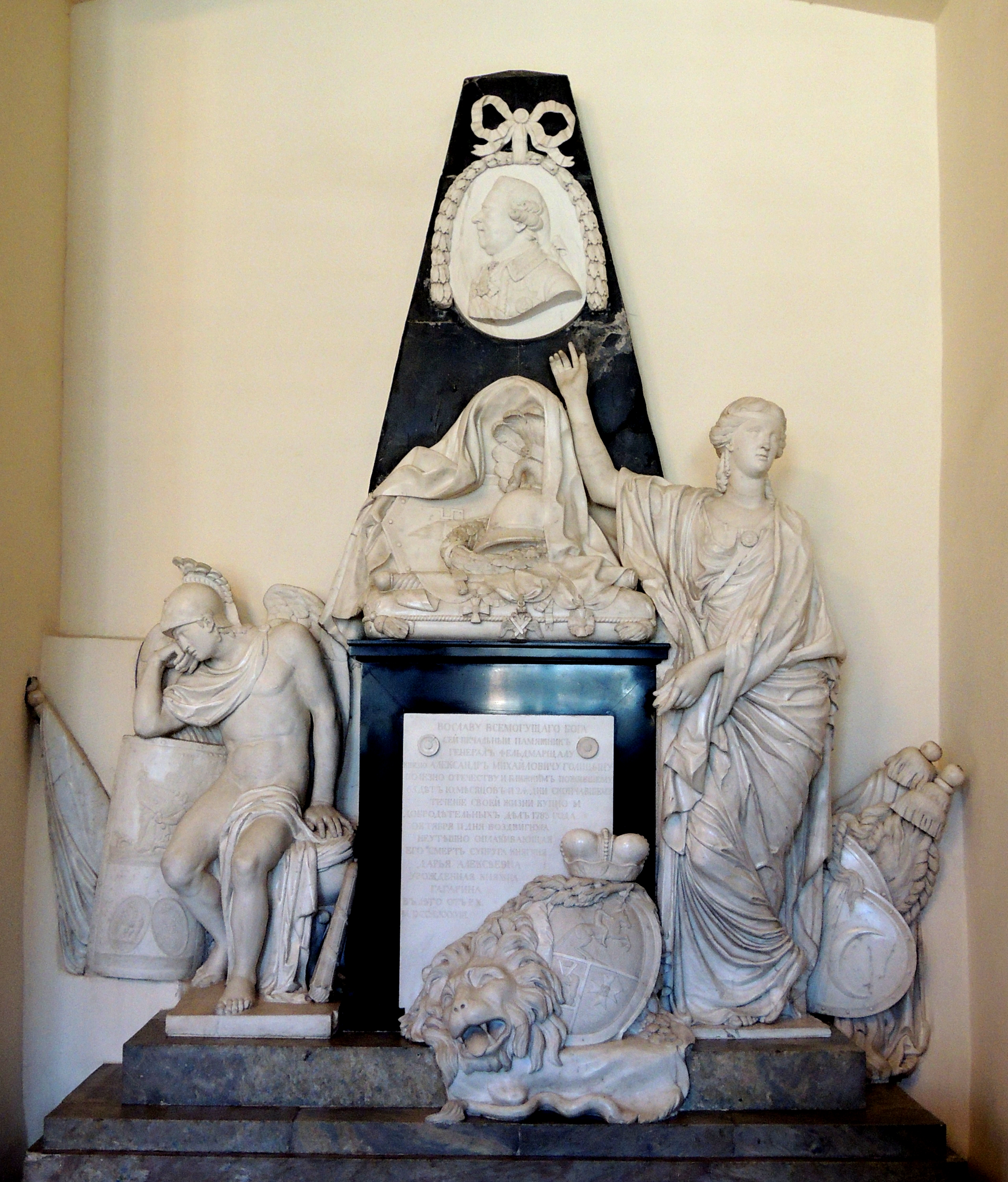
Grabmal Golizyns

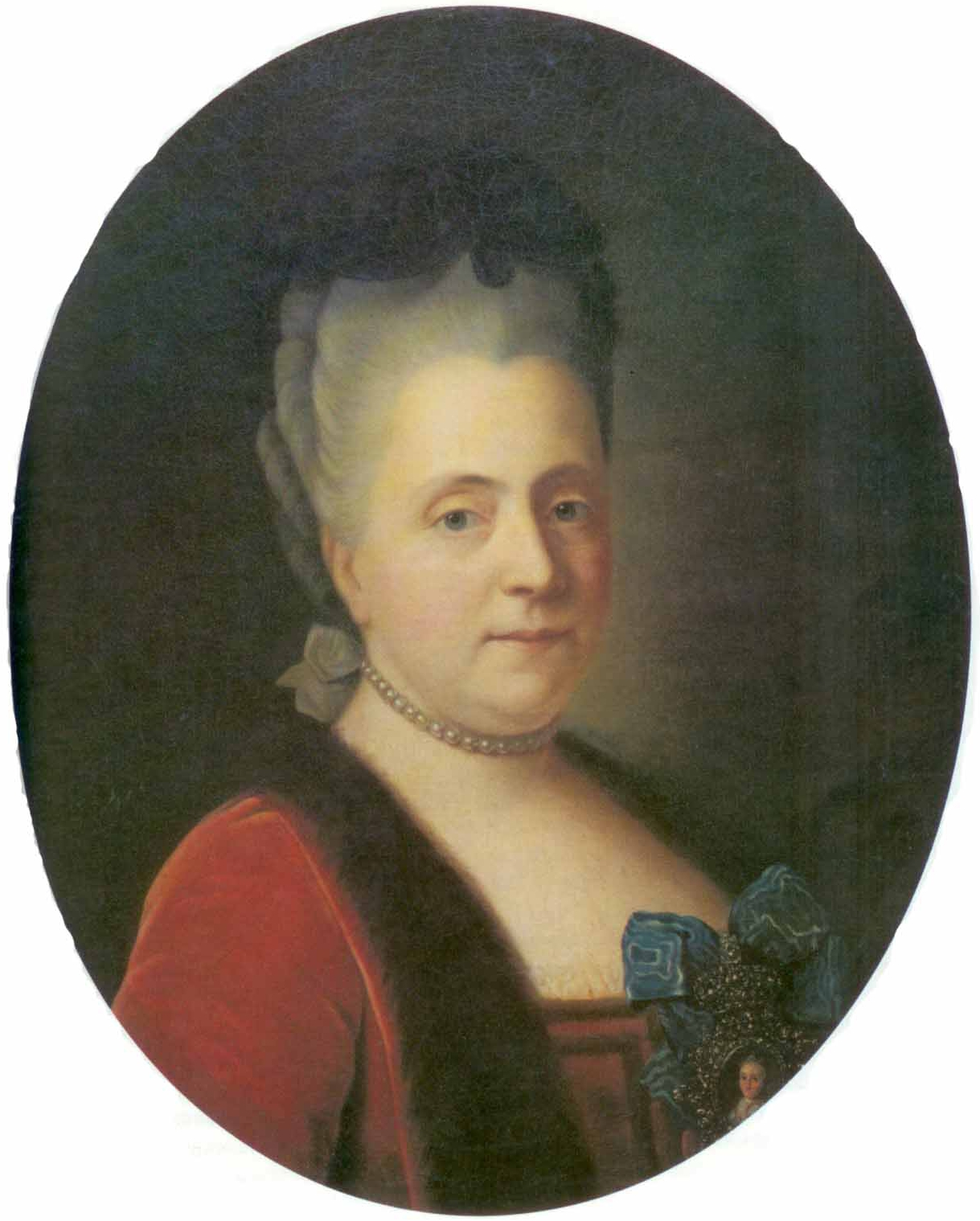
Daria Alexejewna Golizyn (1772)

Fürst Alexander Michailowitsch Golizyn (russisch Александр Михайлович Голицын; * 6. Novemberjul. / 17. November 1718greg. in Turku; † 27. Septemberjul. / 8. Oktober 1783greg. St. Petersburg) war ein russischer Diplomat und Feldmarschall.

## Leben

### Herkunft und Familie
Alexander war Angehöriger des gediminidischen Fürstengeschlechts Golizyn. Er war ein Sohn des russischen Feldmarschalls Michail Michailowitsch Golizyn (1675–1730) und seiner Frau Tatjana Borisowna, geborene Kurakina (1690–1757).
Seit 1748 war er mit der Fürstin Darja Alexejewna Gagarina (1724–1789) vermählt. Die Ehe blieb ohne Kinder.

### Werdegang
Golizyn trat jung in den Militärdienst. 1731 war er Fähnrich im Preobraschenski-Regiment und kämpfte im Alter von siebzehn Jahren im polnischen Thronfolgekrieg unter Prinz Eugen von Savoyen am Rhein. 1740 kehrte er nach Russland zurück und erhielt den Rang eines Hauptmanns. Zwischenzeitlich soll er Mitglied der russischen Gesandtschaft in Konstantinopel gewesen sein. Er wurde 1744 zum Kammerherr ernannt. Nach 1748 war er Gesandter in Hamburg, zog sich aber bereits 1757 wieder aus dem diplomatischen Korps zurück.
Bis zum Siebenjährigen Krieg war er zum Generalleutnant avanciert. Bei Frankfurt (Oder) wurde er verwundet, nahm ebenfalls an der verlustreichen Schlacht bei Zorndorf und der siegreichen bei Kunersdorf, wo er erneut verwundet wurde, teil. Für seinen wesentlichen Einsatz vor Kunersdorf erhielt er den Alexander-Newski-Orden und wurde zum General en chef ernannt. Nach dem Friedensschluss führte er die Armee zurück nach Livland.
Katharina II. ehrte Golizyn nach ihrem Machtantritt mit dem St.-Andreas-Orden und ernannte ihn zum Generaladjutanten. Seit November 1762 war er in verschiedenen Kommissionen tätig und gleichzeitig mit militärischen Führungsaufgaben in St. Petersburg sowie seit 1767 in Livland betraut. Bei Ausbruch des 5. russischen Türkenkrieges 1768, ernannte Katharina II. ihn zum Oberbefehlshaber der 1. Armee. Er belagerte zwei Mal erfolglos die Festung Chotyn, bis er schließlich am 9. September 1769 dort einmarschieren konnte. Zurück in St. Petersburg wurde er zum Feldmarschall ernannt.
Golizyn wurde 1769 Mitglied des Rates am Obersten Gerichtshof und avancierte im Dezember 1774 zum Senator. Er war dann erneut in verschiedenen Kommissionen tätig. Am 22. September 1782 gehörte er zu den ersten elf Rittern des St.-Wladimir-Ordens I. Klasse. 1775 sowie von 1780 bis 1783 war er Chef in St. Petersburg. Er war Träger des Goldenen Schwertes für Tapferkeit.
Golizyn wurde in der Mariä-Verkündigungs-Kirche beigesetzt.